# Cissus bathyrhakodes
Cissus bathyrhakodes là một loài thực vật hai lá mầm trong họ Nho. Loài này được Werderm. miêu tả khoa học đầu tiên năm 1936.